# Erebia croesus
Erebia croesus är en fjärilsart som beskrevs av Karl Schawerda 1921. Erebia croesus ingår i släktet Erebia och familjen praktfjärilar. Inga underarter finns listade i Catalogue of Life.